# Cantone di Emblavez-et-Meygal
Il Cantone di Emblavez-et-Meygal è una divisione amministrativa dell'Arrondissement di Le Puy-en-Velay.
È stato costituito a seguito della riforma approvata con decreto del 17 febbraio 2014, che ha avuto attuazione dopo le elezioni dipartimentali del 2015.

## Composizione
Comprende i seguenti 14 comuni:
- Beaulieu
- Chamalières-sur-Loire
- Lavoûte-sur-Loire
- Malrevers
- Mézères
- Le Pertuis
- Queyrières
- Rosières
- Saint-Étienne-Lardeyrol
- Saint-Hostien
- Saint-Julien-Chapteuil
- Saint-Pierre-Eynac
- Saint-Vincent
- Vorey